# Miseinen Dakedo Kodomo Janai
Miseinen Dakedo Kodomo Janai (未成年だけどコドモじゃない?), también conocida en español como Adolescente pero no inocente, es una serie de manga japonesa escrita por Kanan Minami. Miseinen Dakedo Kodomo Janai due serializada en la revista de manga shōjo quincenal Sho-Comi desde el 5 de diciembre de 2012 hasta el 5 de febrero de 2016. Una adaptación a película de imagen real fue estrenada el 23 de diciembre de 2017.

## Sinopsis
Karin Oriyama es una estudiante de primer año de secundaria que ha pasado toda su vida viviendo en el lujo y siendo consentida por su padre. Ella pone su mirada en Nao Tsurugi, un popular estudiante de tercer año en su escuela, y cree que él es el candidato perfecto para su novio. En su cumpleaños número 16, el padre de Karin de repente anuncia que se casará con Nao, con quien había estado comprometida en secreto desde su nacimiento. Llenos de alegría con la noticia, Karin y Nao se casan y se mudan a un edificio de apartamentos en ruinas para pasar su vida de recién casados. Sin embargo, para sorpresa de Karin, Nao confiesa que accedió al matrimonio por su independencia financiera y que no quiere tener nada que ver con ella. Propone varias reglas para su convivencia: no deben mencionar que están casados en la escuela; deben cocinar y limpiar después de sí mismos; no deben entrar en las habitaciones de los demás; y se les permite salir con otras personas. Karin está aplastada por la realidad de su matrimonio, pero debe superar su ego y volverse más autosuficiente para ganarse el respeto de Nao.

## Personajes
Karin Oriyama (折山 香琳 Oriyama Karin?)
Nao Tsurugi (鶴木 尚 Tsurugi Nao?)
Isuzu Ebina (海老名 五十鈴 Ebina Isuzu?)
Saaya Matsui (松井 沙綾 Matsui Saaya?)

## Contenido de la obra

### Manga
Miseinen Dakedo Kodomo Janai está escrita e ilustrada por Kanan Minami. Fue serializada en la revista quincenal Sho-Comi del 5 de diciembre de 2012 al 5 de febrero de 2016. Los capítulos fueron publicados más tarde en 5 volúmenes tankobon por Shogakukan bajo el sello Flower Comics.

### Película
En junio de 2017, Sho-Comi anunció que una adaptación cinematográfica de acción real estaba programada para un estreno en los cines japoneses el 23 de diciembre de 2017. La película es dirigida por Tsutomu Hanabusa y está protagonizada por Yuna Taira como Karin, el miembro de Sexy Zone Kento Nakajima como Nao y el miembro de Hey! Say! JUMP Yuri Chinen como Isuzu. Maika Yamamoto fue anunciada como miembro adicional del elenco en septiembre de 2017. El tema principal de la película es "White Love" de Hey! Say! JUMP. La película también se tituló Teen Bride para los mercados internacionales.